# Toplice
Toplice is een plaats in de gemeente Jastrebarsko in de Kroatische provincie Zagreb. De plaats telt 110 inwoners (2001).